# Egypt Central
Egypt Central — американская рок-группа, основанная в Мемфисе, штат Теннесси в 2002 году.

## История группы
Группа была сформирована в 2002 году Джоном Фоллсом в Мемфисе и названа в честь одной из улиц города. После восьми выступлений группа привлекла внимание бывшего генерального директора Lava Records Джейсона Флома, и он предложил им записать альбом с концертного выступления.
Дебютный альбом был записан с продюсером Джошем Абрахэмом в Лос-Анджелесе. Дата выпуска альбома несколько раз переносилась, прежде чем он был выпущен 15 января 2008 года компанией Fat Lady Music. Для продвижения альбома были выпущены два сингла: «You Make Me Sick» и «Taking You Down». Оба сингла вошли в саундтрек к видеоигре WWE SmackDown vs. Raw 2009.
Egypt Central завершила работу над своим вторым альбомом «White Rabbit» в 2010 году. Он вышел 31 мая 2011 года.
3 декабря 2012 года, после почти года бездействия, Джой Уолзер объявил в сообщении в Facebook, что Джон Фоллс и Джефф Джеймс покинули группу. Уолзер вместе с Блейком Эллисоном основали Devour The Day.

## Участники группы
Текущий состав
- Блейк Эллисон — ударные
- Джой Уолзер — бас-гитара
- Джон Фоллс — вокал

Бывшие участники 
- Хит Хиндман — соло-гитара
- Джефф Джеймс — ритм-гитара
- Дон Рэй - соло-гитара
- Стивен Уильямс — соло-гитара
- Крис Д'Абальдо — ритм-гитара

## Дискография

### Студийные альбомы
| Год  | Альбом                                                             | Позиции | Позиции  | Позиции |
| Год  | Альбом                                                             | US      | US Heat. | US Ind. |
| ---- | ------------------------------------------------------------------ | ------- | -------- | ------- |
| 2008 | Egypt Central - Релиз: 15 января, 2008 - Лейбл: Fat Lady Music/ILG | —       | 8        | 37      |
| 2011 | White Rabbit - Релиз: 31 мая, 2011 - Лейбл: Fat Lady Music/ILG     | 78      | —        | 12      |

### Другие релизы
| Год  | Альбом                                                                               |
| ---- | ------------------------------------------------------------------------------------ |
| 2014 | Murder in the French Quarter: Rare & Unreleased - Релиз: 19 августа, 2014 - Лейбл: - |
| 2021 | Burn With You - Релиз: 9 июля, 2021 - Лейбл: A Window In                             |

### Синглы
| Год  | Песня                | Позиции  | Позиции | Альбом        |
| Год  | Песня                | US Main. | US Rock | Альбом        |
| ---- | -------------------- | -------- | ------- | ------------- |
| 2007 | "You Make Me Sick"   | 21       | —       | Egypt Central |
| 2008 | "Taking You Down"    | 37       | —       | Egypt Central |
| 2011 | "White Rabbit"       | 17       | 41      | White Rabbit  |
| 2011 | "Kick Ass"           | 23       | —       | White Rabbit  |
| 2012 | "Enemy Inside"       | —        | —       | White Rabbit  |
| 2019 | "Raise the Gates"    | —        | —       | Burn With You |
| 2019 | "Dead Machine"       | —        | —       | Burn With You |
| 2020 | "Over Soon"          | —        | —       | Burn With You |
| 2020 | "Hunted"             | —        | —       | Burn With You |
| 2021 | "Let Me Out"         | —        | —       | Burn With You |
| 2021 | "Burn With You"      | —        | —       | Burn With You |
| 2022 | "Beautiful Misery"   | —        | —       |               |
| 2022 | "No Place Like Home" | —        | —       |               |

### Видеоклипы
| Год  | Песня              | Прим. |
| ---- | ------------------ | ----- |
| 2008 | "You Make Me Sick" | [ 2 ] |
| 2011 | "White Rabbit"     | [ 3 ] |
| 2011 | "Kick Ass" (Live)  | [ 4 ] |